# Alleanza polacco-ottomana

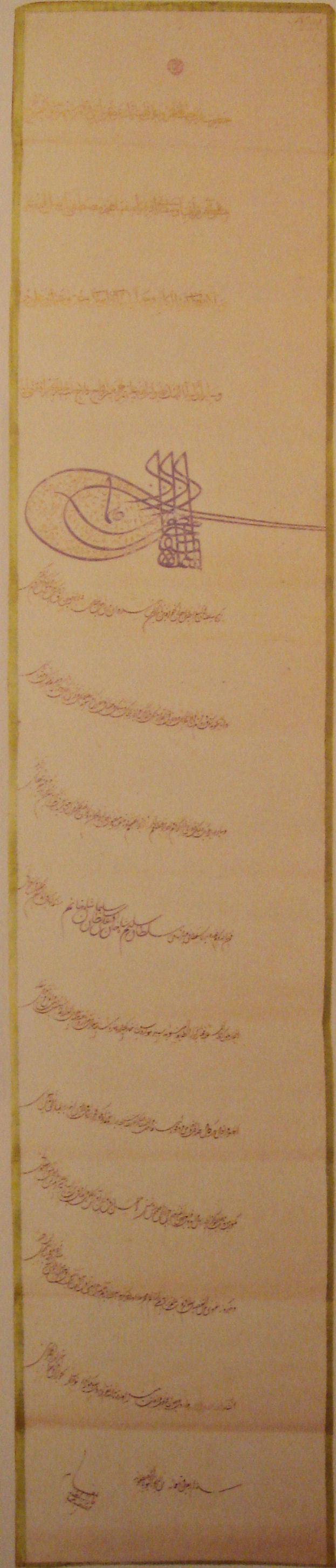
Lettera di Solimano a Sigismondo, inverno 1533, in aggiunta al trattato firmato nell'estate dello stesso anno.

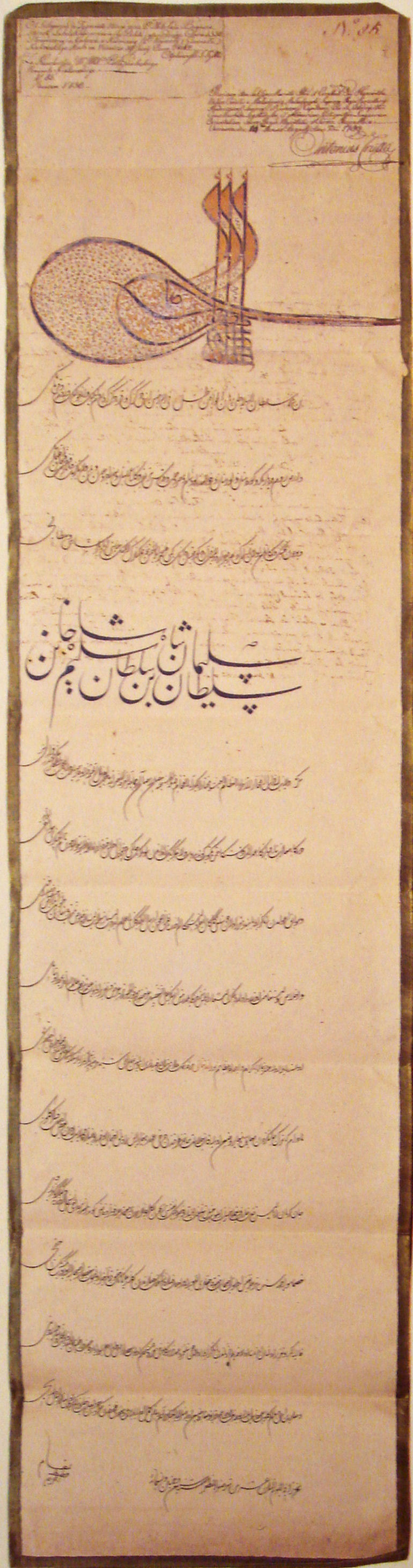
Lettera di Solimano a Sigismondo Augusto, circa il prolungamento della validità dell'alleanza, datata 6 marzo 1550.

L'alleanza polacco-ottomana, basata su diversi trattati, venne stipulata nel XVI secolo tra l'Unione polacco-lituana e l'Impero ottomano, dato che gli ottomani si stavano espandendo dell'Europa centrale.

## Scenario
Polonia e Impero ottomano erano state in guerra dalla fine del XV secolo, a seguito dei tentativi, da parte della dinastia dei Jagelloni, di prendere in controllo dell'Ungheria e della Boemia. Il re jagellone Ladislao II di Boemia aveva occupato il trono di Ungheria e Boemia. I jagelloni si erano alleati anche con Stefano III di Moldavia (1484-87) per recuperare territori dagli ottomani, e successivamente invase la Moldavia nel 1497.
Nel 1498, un esercito ottomano di 40 000-60 000 uomini, sotto Bali Pascià, invase la Polonia nell'area di Małopolska e Mazovia. Anche sotto la pressione dei russi di Ivan III in Lituania, il re polacco-lituano Alessandro Jagellone ricercò una riconciliazione con gli ottomani.

## Trattati polacco-ottomani

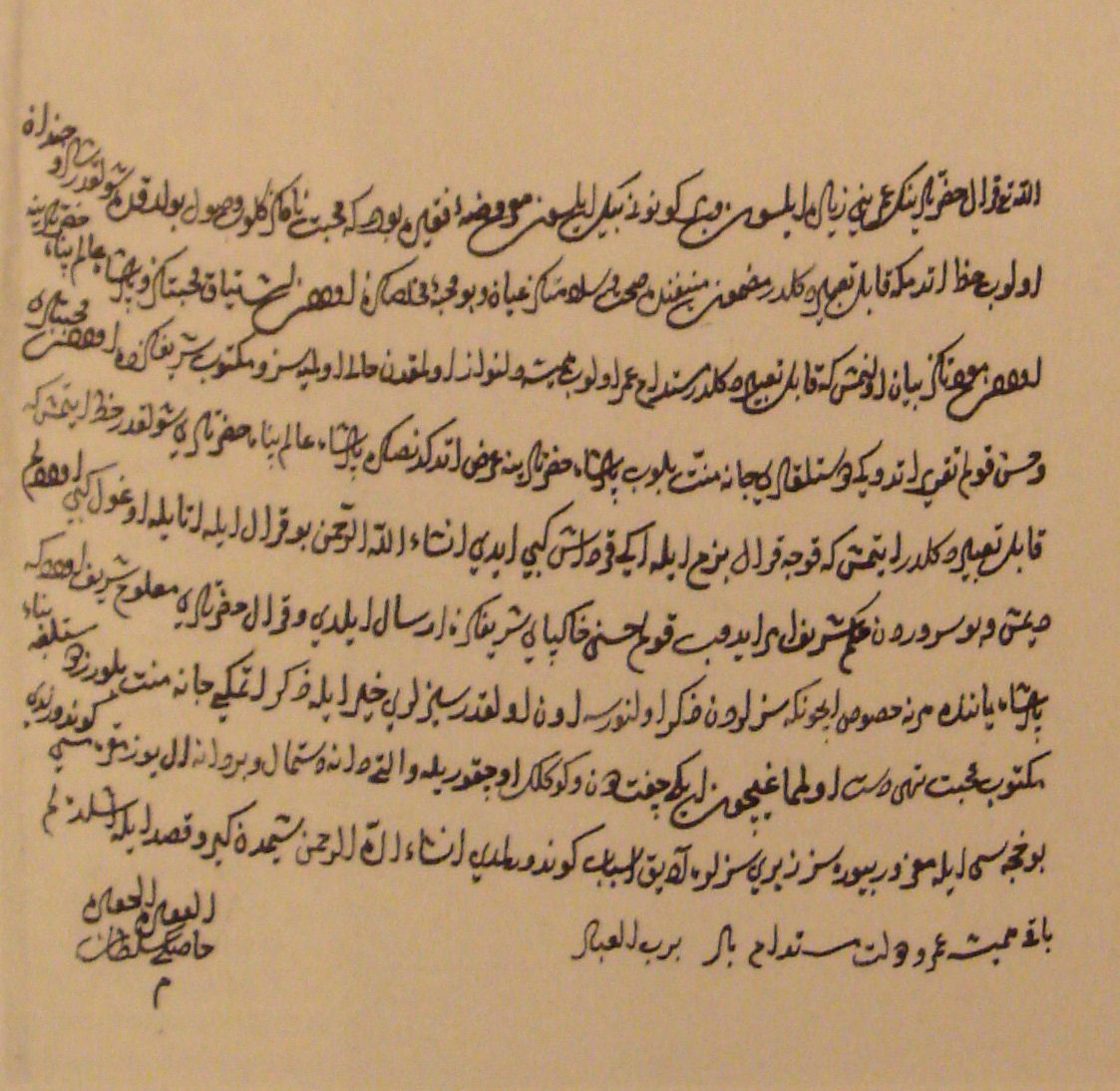
Lettera di Roxelana a Sigismondo Augusto, di congratulazioni per la sua ascesa al trono nel 1549.

Nel 1503, Alessandro Jagellone firmò un trattato di cinque anni con il sultano Bayezid II. Il suo successore, Sigismondo il Vecchio (1506–1548) firmò anch'egli un trattato con Selim I, nel 1519, dopo aver perso Smolensk a favore dei russi.
Dopo l'invasione ottomana dell'Ungheria dopo la Battaglia di Mohács del 1526, la Polonia si astenne dall'interferire con gli ottomani nel sud-ovest. La Polonia era, infatti, abbastanza impegnata a contrastare la minaccia russa in Lituania e Livonia, dove poteva concentrare le sue forze.
Due trattati vennero sottoscritti con Solimano il Magnifico, nel 1525 e 1528, e un trattato di pace perpetua venne firmato nel 1533. Il trattato del 1533 si pensa sia stato firmato a causa dell'erme progresso degli Ottomani nel 1532 all'assedio di Vienna. IL trattato venne nuovamente rinnovato nel 1547.
Un nuovo rinnovo fu firmato nel 1551 con Sigismondo Augusto, l'ultimo re jagellone. Verso la fine del regno di Solimano venne firmato un nuovo trattato, nel 1564, tra la Polonia e il futuro Selim II, allora principe Imperiale capo del governo di Kütahya.
Dopo la morte di Sigismondo nel 1572, la Polonia elesse il principe francese, Enrico di Valois più gradito agli ottomani, anziché un candidato asburgico. Quando Enrico tornò in Francia nel 1575, gli succedette Stefano I Báthory, che era stato sostenuto dagli ottomani nel 1571 nell'ottenimento del trono di Transilvania.
La pace "perpetua" tra la Polonia e l'Impero Ottomano iniziò a sgretolarsi negli anni 1590. Le difficoltà sorsero quando Jan Zamoyski approfittò della guerra ottomano-asburgica in Ungheria per invadere la Moldavia nel 1595, nel corso della Guerra dei Magnati di Moldavia. Il Trattato di Jaruga, firmato nel 1617, stabilì interventi restrittivi polacchi nei principati danubiani, ma aprì un conflitto poi sfociato nella guerra polacco-ottomana (1620-1621).